# 송영길 (1984년생 희극인)
송영길(1984년 12월 29일 ~ )은 대한민국의 희극 배우이다.

## 경력

### 방송
- 《개그콘서트》 (KBS2)
  - 〈영길아〉
  - 〈못말리는 면접관〉
  - 〈봉숭아학당〉
  - 〈극과 극〉
  - 〈앗싸스쿨〉
  - 〈발레리NO〉
  - 〈엑스트라〉
  - 〈이층의 악당〉
  - 〈이기적인 특허소〉
  - 〈무섭지 아니한가〉
  - 〈호랭이언니들〉
  - 〈닭치高〉
  - 〈체포왕〉
  - 〈핑크 레이디〉
  - 〈초능력자〉
  - 〈불편한 진실〉
  - 〈노애〉
  - 〈기다려 늑대〉
  - 〈안생겨요〉
  - 〈시청률의 제왕〉
  - 〈놈놈놈〉
  - 〈뿜 엔터테인먼트〉
  - 〈후궁뎐;꽃들의 전쟁〉
  - 〈큰세계〉
  - 〈가장자리〉
  - 〈깐죽거리 잔혹사〉
  - 〈유민상 장가보내기 프로젝트〉
  - 〈이.개.세 (이 개그맨들이 사는 세상)〉
  - 〈우주 라이크〉
  - 〈니글니글〉
  - 〈가족같은〉휘순의 아들 역
  - 〈넘사벽〉만두 역
  - 〈클라이 막장〉대성의 입금 전 대역
  - 〈나쁜 녀석들〉
  - 〈명탐정 송길동〉셜록 역
  - 〈죽어도 못 보내〉돼지 역
  - 〈비호행〉장하나의 아빠 역
  - 〈무.리.텔 (무비리틀 텔레비전)〉
  - 〈억울한 영길씨〉주인공 역
  - 〈세.젤.예 (세상에서 제일 예민한 사람들)〉
  - 〈나타나〉
  - 〈아무말 대잔치〉
  - 〈대한민국 전설의 개그맨 정명훈〉
  - 〈땀복근무〉도둑 역
  - 〈볼빨간 회춘기〉할아버지 1 역
  - 〈일당 Back〉
  - 〈올라옵쇼〉진행자 역
  - 〈촌’s love〉추파꾼 역
  - 〈내시천하〉내시 3 역
  - 〈다있show〉3대 돼너 역
  - 〈쿵푸허술〉
  - 〈표범, 티라미수 그리고 방울토마토〉
  - 〈알래 카메라〉
- 《개그 스타》 (KBS2)
  - 〈늦었어〉
- 《출발드림팀 시즌 2》 (KBS2)
- 《여유만만》 (KBS2)
- 《퀴즈쇼 사총사》 (KBS2)
- 《옥이네》 (KBS2)
- 《김과장》 (KBS2)
- 《개그콘서트》 (KBS2)
  - 〈영길아〉
  - 〈못말리는 면접관〉
  - 〈봉숭아학당〉
  - 〈극과 극〉
  - 〈앗싸스쿨〉
  - 〈발레리NO〉
  - 〈엑스트라〉
  - 〈이층의 악당〉
  - 〈이기적인 특허소〉
  - 〈무섭지 아니한가〉
  - 〈호랭이언니들〉
  - 〈닭치高〉
  - 〈체포왕〉
  - 〈핑크 레이디〉
  - 〈초능력자〉
  - 〈불편한 진실〉
  - 〈노애〉
  - 〈기다려 늑대〉
  - 〈안생겨요〉
  - 〈시청률의 제왕〉
  - 〈놈놈놈〉
  - 〈뿜 엔터테인먼트〉
  - 〈후궁뎐;꽃들의 전쟁〉
  - 〈큰세계〉
  - 〈가장자리〉
  - 〈깐죽거리 잔혹사〉
  - 〈유민상 장가보내기 프로젝트〉
  - 〈이.개.세 (이 개그맨들이 사는 세상)〉
  - 〈우주 라이크〉
  - 〈니글니글〉
  - 〈가족같은〉휘순의 아들 역
  - 〈넘사벽〉만두 역
  - 〈클라이 막장〉대성의 입금 전 대역
  - 〈나쁜 녀석들〉
  - 〈명탐정 송길동〉셜록 역
  - 〈죽어도 못 보내〉돼지 역
  - 〈비호행〉장하나의 아빠 역
  - 〈무.리.텔 (무비리틀 텔레비전)〉
  - 〈억울한 영길씨〉주인공 역
  - 〈세.젤.예 (세상에서 제일 예민한 사람들)〉
  - 〈나타나〉
  - 〈아무말 대잔치〉
  - 〈대한민국 전설의 개그맨 정명훈〉
  - 〈땀복근무〉도둑 역
  - 〈볼빨간 회춘기〉할아버지 1 역
  - 〈일당 Back〉
  - 〈올라옵쇼〉진행자 역
  - 〈촌’s love〉추파꾼 역
  - 〈내시천하〉내시 3 역
  - 〈다있show〉3대 돼너 역
  - 〈쿵푸허술〉
  - 〈표범, 티라미수 그리고 방울토마토〉
  - 〈알래 카메라〉
- 《새롭게 하소서》 (CBS)

### 뮤직비디오
- 배드키즈 - 바밤바

## 공연
- 개그패밀리 콘서트
- 심형래 유랑극단 - 송포졸 역
- 심형래쇼 - 송포졸 역

## 유행어
- 오늘은 여기까지 아디오스!(봉숭아학당)
- 넌 내가 찍었어. 연지,곤지(노애)
- 넌 된장국만 맛있게 끓이면 돼.(기다려 늑대)
- 형님. 제가 처리 하겠습니다!(큰 세계)
- 뭐? 00만한 돼지? 넌 말로해선 안되겠다. 간다!(큰 세계)
- 형! 형! 내가 얘기할게. (유민상 장가보내기 프로젝트)
- 야 이 한심한 놈아!(유민상 장가보애기 프로젝트)
- 근데 뭐? 뭐? 뭐 없어(유민상 장가보내기 프로젝트)
- 형 진짜 대단하다.(유민상 장가보내기 프로젝트)
- 가자!(니글니글)
- 야 이상훈 오늘도 여기있는 여자들 마음껏 조종해봐!(니글니글)
- 어떻게 왔슨? (명탐정 송길동)
- 잘 왔슨! (명탐정 송길동)
- 저 좀비들한테 물리면 우리들도 비호감이 될 거에요. 빨리 앞 칸으로 가야 해요!(비호행)
- 좋아요! 이 사람 믿고 갑시다! 하나! 둘! 셋!(비호행)
- 저 목소리! 저런 비호감이 되면 살 수 있나봐요(비호행)
- 비호감 자신있어요?(비호행)
- 이 사람 감염된 것 같아요!(비호행)
- 이 사람 감염됐어!(비호행)
- 당신도 비호감이 되어서 앞 칸으로 가야되요! 정신차려요! 당신 때문에 좀비가 된 남자친구를 생각하라고요!(비호행)
- 그런 적 없어요(억울한 영길씨)
- 저 이 코너 빼주세요! (정명훈)
- 으아아아아악!!! (정명훈)
- 내가 이걸 왜 훔쳤을까?(땀복근무)
- 다 비켜! (볼빨간 회춘기)
- 어쭈? ~하네. (볼빨간 회춘기)
- 야 이 영감탱이야. (볼빨간 회춘기)
- 너 좀 맞아야겠다! (볼빨간 회춘기)

## 수상
- 2011년 제5회 Mnet 20's Choice 핫 개그종결자상
- 2016년 KBS 연예대상 코미디부문 남자 우수상

## 가족관계
- 배우자: 2살 연하 일반인
  - 자녀: 슬하 2남
- 2014년 6월 8일 개그콘서트의 인기코너 '안 생겨요' 이후로 2세 연하의 일반인과 1년 3개월간의 교제 끝에 오후 서울 여의도동 KT여의도 웨딩컨벤션에서 결혼식을 올렸다. 또한 송영길의 아내는 당시 임신 중인 것으로 알려졌다.
- 2014년 10월 2일 소속사 관계자는 "송영길이 오늘 득남했다. 오후 5시 30분에 태어났으며, 3.44kg의 건강한 아들이다"라며 "현재 아기와 산모 모두 건강하다"라고 전했다.

## 일화
- 어릴적부터 심형래의 영구를 보면서 개그맨이 되도록 다짐했었다고 한다. 또한 중고등학교 시절에는 경찰이 꿈이었는데 군대 전역후 경찰 시험에서 눈에 색약 증상이 있는 것으로 판명되어 경찰을 포기했었다고 한다. 그 이후 여행사, 배달 알바, 아파트 전기실 등에서 근무했다고 하며 전기실에서 밤새면서 일하던 중 KBS 방송예술원에서 코미디를 가르친다는 이야기를 듣고 바로 등록해 오디션을 보고 입단한 후 개그맨 생활을 시작하였다.[3]